# Sabanê
El sabanê és un dels tres grups principals de llengües parlades a la família nambikwara. Els grups de població que parlen aquesta llengua es trobaven a l'extrem nord del territori nambikwara, als estats de Rondônia i Mato Grosso, a l'oest del Brasil, entre el riu Tenente Marques i el riu Juruena. Avui en dia, la majoria dels membres del grup es troben al territori indígena Pyreneus de Souza a l'estat de Rondònia i a la Reserva Indígena Roosevelt.
Actualment, hi ha menys de 5 parlants nadius de la llengua sabanê, tots els parlants tenen més de 50 anys. Sense un nivell de transmissió aparent, aquest idioma es considera altament amenaçat en comparació amb les altres dues llengües nambikwara que tenen nivells més elevats de transmissió i conservació.

## Història
Entre els idiomes de la família Nambikwara, el sabanê tenen la menor població. Durant la Segona Guerra Mundial, molts territoris nambikwara van patir invasions provocades per la cerca de cautxú com a subministraments bèl·lics. Això va obligar els pobles nambikwara a treballar durament. Molts dels sabanê eren dels que es van veure obligats a proporcionar cultius alimentaris als cautxers. A causa de les dures condicions laborals, molts dels sabanê van intentar fugir del bosc, tot i que aquesta acció es va trobar amb represàlies violentes dels fusters que els retornarien al poble i assassinarien diversos líders. A més, els sabanê patiren epidèmies provocades pel contacte amb els invasors de la seva terra. Això va provocar una immensa pèrdua de vides que va apropar al poble sabanê a l'extinció.
Cap al 1930 l'arribada dels missioners jesuïtes a la regió de Cerrado va portar l'educació formal a la regió nambikwara. A principis del 1940, hi havia la primera escola anomenada "Germanetes de la Immaculada Concepció", on petits grups de nens aprenien a llegir i escriure. En conseqüència, amb l'arribada dels taps de goma, van començar a obrir-se moltes carreteres a prop dels pobles nambikwara, cosa que va permetre la formalització de l'educació indígena.

## Família lingüística
La família lingüística Nambikwara no té relacions conegudes amb cap altra família lingüística sud-americana. La paraula nambikwara, d'origen tupí i que significa "orella perforada", va ser designada per a les persones que ocupaven el nord-oest de Mato Grosso i les zones frontereres de Rondônia. Juntament amb els sabanê, inclou les llengües nambikwara del Sud i del Nord. Aquestes tres branques de Nambikwara inclouen més de quinze idiomes i dialectes.

## Orígens lingüístics i literatura
La primera menció sobre la descripció del poble sabanê mitjançant aquesta distinció es va produir el 1914, en un relat de Cândido Rondon, un explorador brasiler d’origen indígena i portuguès, mentre construïa una línia telegràfica a través de la terra nambikwara. La documentació lingüística no es va produir fins que Claude Lévi-Strauss, un filòsof d'una expedició cultural francesa ho va fer el 1948. Tot i que hi havia documentació sobre la classificació feta el 1919 per Edgar Roquette-Pinto i novament el 1948 per Rondon i Faria, aquests dos informes no incloïen cap detall lingüístic. Tanmateix Lévi-Strauss va crear una llista de paraules, que comprenia cinquanta-sis paraules, i va començar a descriure la morfologia i la fonologia del sabanê amb cert detall. Lévi-Strauss va concloure que no era possible determinar en aquest moment si el sabanê pertanyia a la família nambikwara donades diferències morfològiques i fonològiques significatives amb les altres llengües Nambikwara. En els anys següents, el sabanê va aparèixer en algunes anàlisis comparatives i en va sortir documentació més desenvolupada de la lingüística sabanê. El més notable d'aquests estudis comparatius prové de David Price, de la Universitat de Brasília el 1978, que va descriure la fonologia comparada de les llengües nambikwara.

### Gramàtica Pedagògica
La descripció lingüística completa centrada exclusivament en el sabanê no va sorgir fins a "Una gramàtica del sabanê" de Gabriel Antunes de Araujo, el 2004. Antunes de Araujo és lingüista i professor de la Universitat de São Paulo. Aquest llibre inclou una descripció extensa de la fonologia, morfologia, sintaxi, adverbis i paraules interrogatives de la llengua sabanê, juntament amb algunes informacions històriques i culturals generals sobre els sabanê.
L'obra d'Antunes de Araujo continua sent la documentació més completa de la llengua sabanê, i va ser patrocinada per CAPES (Coordenação de Aperfeiçoamento de Pessoal de Nível Superior), l’òrgan del govern brasiler, així com per WOTRO, l'organització holandesa. Una altra documentació notable de la llengua sabanê, obra de Lévi-Straus, va ser recolzada pel govern francès.

### Etnografia
També hi ha hagut algunes (per molt poques) etnografies sobre els sabanê, una de les més destacades d'Edwin Reesink el 2004, que se centra principalment en les implicacions culturals dels noms a la cultura sabanê, i també va ser patrocinada per WOTRO. Aquesta manca de documentació i informació sol ser significativa per la cultura i la llengua sabanê; tot i que apareix en diverses obres, normalment només s'esmenta amb molt poca informació proporcionada.

## Fonologia
Sabanê té 16 fonemes - 11 consonants i 5 vocals. Cadascun té diferents al·lòfons.

### Consonants
|                      | Bilabial | Alveolar | Velar | Glotal |
| -------------------- | -------- | -------- | ----- | ------ |
| Oclusives            | p        | t        | k     | ʔ      |
| Oclusives implosives | ɓ        | ɗ        |       |        |
| Fricatives           |          | s        |       | h      |
| Nasals               | m        | n        |       |        |
| Laterals             |          | l        |       |        |

Les consonants utilitzades en sabanê són similars a les de les llengües nambikwares del Nord, tot i que no hi ha implosius a latundê. Tanmateix, les llengües nambikwara del sud tenen fonemes diferents, com ara consonants glotalitzades i aspirades, així com només un implosiu /ɗ/ i un africat /tʃ/.

### Vocals
El sabanê té 5 fonemes vocàlics.
|         | Anterior | Central | Posterior |
| ------- | -------- | ------- | --------- |
| Alta    | i        |         | u         |
| Mitjana | e        |         | o         |
| Oberta  |          | a       |           |

Una vegada més, les vocals utilitzades en sabanê són similars a les del nambikwara del nord, però varien en comparació amb les del nambikwara del sud. El nambikwara del sud té un inventari de vocals molt més gran, que inclou cruixent i vocals nasals.

## Morfologia
Les arrels dels noms sabanê només poden existir com a parts de paraules més grans (són morfemes lligats), i han d'anar seguides d'un sufix referencial aïllat o d’un sufix referencial o derivatiu en context. No hi ha cap sistema per identificar morfològicament el gènere d'un substantiu, només s'ha de deduir o indicar lèxicament el gènere. Aquest és també el cas de l'edat i el nombre. Els pronoms possessius no són obligatoris. La composició s’utilitza freqüentment i els significats combinats de les paraules individuals sovint són molt diferents del significat del compost final. Hi ha set classificadors diferents per als noms.
El tema verbal està compost per una arrel verbal i un sufix verbal, tot i que els sufixos verbals es poden adjuntar a adjectius i numerals per convertir-los en adjectius verbals i numerals verbals. Dit això, els adjectius en realitat es consideren verbs a causa de la semblança estructural. Els morfemes s’utilitzen per indicar una acció imminent, mentre que els sufixos s’utilitzen per indicar suposició, desig de rumors i negació. Les frases poden ser assertives, interrogatives o imperatives. Tot i que els estats assertius i interrogatius estan marcats per sufixos, l'estat imperatiu no està marcat.